# Rideskolen
Rideskolen (oprindeligt Den kongelige militære Manege og fra 1867 til 1909 Ride- og Beslagskolen) var den danske hærs rideskole.

## Historie
Den danske hærs rideskole uddannede ridelærere og beridere til rytteriet og feltartilleriet. Skolen var oprindeligt knyttet til Den kongelige Veterinærskole, der var oprettet 1773. Rideundervisningen ved Veterinærskolen tog vistnok sin begyndelse 1772. Som elever af Hæren indtrådte dengang kun underofficerer af rytteriet, fra 1836 tillige underofficerer af artilleriet. Først fra 1856 optog rideskolen eller Manegen, som den kaldtes, officerer, omend enkelte sådanne tidligere havde fået tilladelse til at deltage i undervisningen i veterinærfagene. Disse fag, herunder beslag ved Veterinærskolens smedje, der blev oprettet 1780, var hovedsagen, og endnu 1851 omfattede rideundervisningen kun to timer hver anden dag. Et af de militære medlemmer af Veterinærskolens direktion havde overtilsyn med rideundervisningen, der blev givet af en kgl. berider, men eleverne stod i eet og alt under Veterinærskolens forstander. 1834 fik Manegen dog en selvstændigere stilling, idet den i alt, hvad der angik elevernes tjenesteforhold og rideundervisning samt skolens hestemateriel, henlagdes udelukkende under den officer, der havde overtilsynet. 1851 flyttedes eleverne fra Veterinærskolen til Staldgården i Prinsens Palæ, 1853 fik Manegen sin egen forstander, og samme år besluttedes det, at den skulle have sin egen kaserne i det tidligere militære klædeoplags bygning ved Rysensteens Bastion. 1856 bestemte Krigsministeriet, at der skulle opføres en beslagsmedje ved Manegen.
Ved Hærordningen 1867 fik skolen navnet Ride- og Beslagskolen, hvilket navn ved Hærloven 1909 ændredes til Rideskolen. 1890 flyttedes Rideskolen til en ny kaserne på Kong Georgs Vej på Frederiksberg, hvor de nye bygninger i nybarok stil kunne indvies 1891. De var tegnet af Eugen Jørgensen. Herfra blev Rideskolen 1923 flyttet til Grønnegades Kaserne i Næstved, idet Beslagskolen samtidig udskiltes og blev på Frederiksberg.
1924 bestemtes, at Rideskolen skulle have to klasser, yngste og ældste. Yngste klasse, étårig med ca. 8 elever, officerer og officianter, uddannede »ridelærere«. Ældste klasse, toårig med ca. 4 elever, officerer og officianter, uddannede »beridere«. Den daglige undervisningstid var da 6-9 timer, og undervisningen omfattede praktiske øvelser og teoretiske lærefag.
Ved Hærloven af 1932 blev begge skoler nedlagt og kasernen på Frederiksberg solgt til bryggeriet Stjernen. Komplekset blev senere revet ned.

## Ledelse
Denne liste er ufuldstændig; hjælp gerne med at udfylde den.
- 1867-1871: Carl Emil Hansen, ritmester
- ?-1908: H.C.M.G.C. Hansen, oberstløjtnant
- 1908-1911: Valdemar Limkilde, ritmester
- 1932-1934: Alf Giersing, oberstløjtnant